# Si Tianfeng
Si Tianfeng, född 17 juni 1984, är en kinesisk friidrottare.
Tianfeng blev ursprungligen olympisk bronsmedaljör på 50 kilometer gång vid sommarspelen 2012 i London. Men efter att guldmedaljören Sergej Kirdjapkin testat positivt för doping och blivit fråntagen sin medalj så uppgraderades Tianfengs medalj till ett silver.